# Вейсеяй
Вейсея́й (лит. Veisiejai) — город в Лаздийском районе Алитусского уезда Литвы, административный центр Вейсеяйского староства. Население 1546 человека (2010 год).

## География
Расположен на полуострове у озера Анчя, в 18 км от города Лаздияй и в 139 км от Вильнюса.
Западная часть города окружена парком. В окрестностях находится ещё несколько озёр.

## Этимологияназвания
Название города происходит от находящегося в 6 км на юго-запад от него озера Вейсеис.

## История
Впервые упоминается в письменных источниках в 1501 году. Первая церковь была построена в 1526 году Слуцким князем Юрием.

### Под властью Российской империи
В результате третьего раздела Речи Посполитой в 1795 году Вейсеяй оказалась в составе Пруссии, в 1807 году согласно Тильзитского мирным договором — в составе Российской империи, в Сейненским уезде Августовской губернии. На 1827 год здесь было 63 здания.
В 1885—1887 годах в Вяйсеяй работал офтальмологом создатель эсперанто Людвик Заменгоф.

### Новейшее время
В соответствии с Рижским мирным договором 1920 года Вяйсеяй оказалась в составе первой Литовской Республики. C 1940 года по 1991 года в составе Литовской ССР, СССР. Во времена Второй мировой войны с июня 1941 до 1944 года Вяйсея находилась под оккупацией Третьего Рейха.
С 1950 по 1959 год был центром Вейсейского района Каунасской области (в 1950—1953 гг. район входил в Каунасскую область), затем входил в Лаздийский район Литовской ССР. Затем входил в Ладзийский район Литовской ССР. Права города получил в 1956 году.
С 1991 года в составе Литвы. В 1990-е годы власти Литвы занесли Вейсеяй в официальный этнографический регион Дзукия. С 1995 года является центром одноимённого староства. В 2000 году получил герб и флаг.

## Герб города
Герб Вейсеяя утвержден 23 марта 2000 года. Серебряный крест на красном фоне является знаком Святого Георгия, покровителя местной церкви; утки символизируют богатство природы, а также косвенно «называют» озеро Анча, на котором расположен город (по-литовски «антис» — «утки»).

## Население
| жителей | 1518 | 1687 | 2079 | 1762 |

| Год  | Численность | Численность |
| ---- | ----------- | ----------- |
| 2001 | 1764        | [ 4 ]       |
| 2002 | 1769        | [ 4 ]       |
| 2003 | 1720        | [ 4 ]       |
| 2004 | 1700        | [ 4 ]       |
| 2005 | 1662        | [ 4 ]       |
| 2006 | 1624        | [ 4 ]       |
| 2007 | 1606        | [ 4 ]       |
| 2008 | 1557        | [ 4 ]       |
| 2009 | 1524        | [ 4 ]       |
| 2010 | 1499        | [ 4 ]       |
| 2011 | 1438        | [ 4 ]       |
| 2012 | 1412        | [ 4 ]       |
| 2013 | 1380        | [ 4 ]       |
| 2014 | 1356        | [ 4 ]       |
| 2015 | 1327        | [ 4 ]       |
| 2016 | 1285        | [ 4 ]       |
| 2017 | 1267        | [ 5 ]       |
| 2018 | 1216        | [ 6 ]       |
| 2019 | 1210        | [ 4 ]       |
| 2020 | 1174        | [ 4 ]       |
| 2021 | 1141        | [ 4 ]       |
| 2022 | 1117        | [ 4 ]       |
| 2023 | 1054        | [ 4 ]       |

## Достопримечательности
- Усадебно-парковый комплекс Огинских. Поместье Вейсеяй было основано в XV веке. Позднее оно стало собственностью Массальских, которые построили в XVII веке дворец, от него осталось одно крыло. В поместье был разбит парк. В XIX веке он был переделан Огинскими в ландшафтный парк. В 1988 году в нём был открыт мемориал в честь создателя языка Эсперанто Заменгофа.
- Костёл Святого Георгия (1817)
- Деревянная синагога (1925)
- Филиал краеведческого музея Лаздияй
- Памятники Л. Л. Заменгофу и Ю. Немонтасу
- Парк скульптур из дерева.
- Еврейское кладбище

### Утраченные памятники
- Дворец Огинских

## Галерея

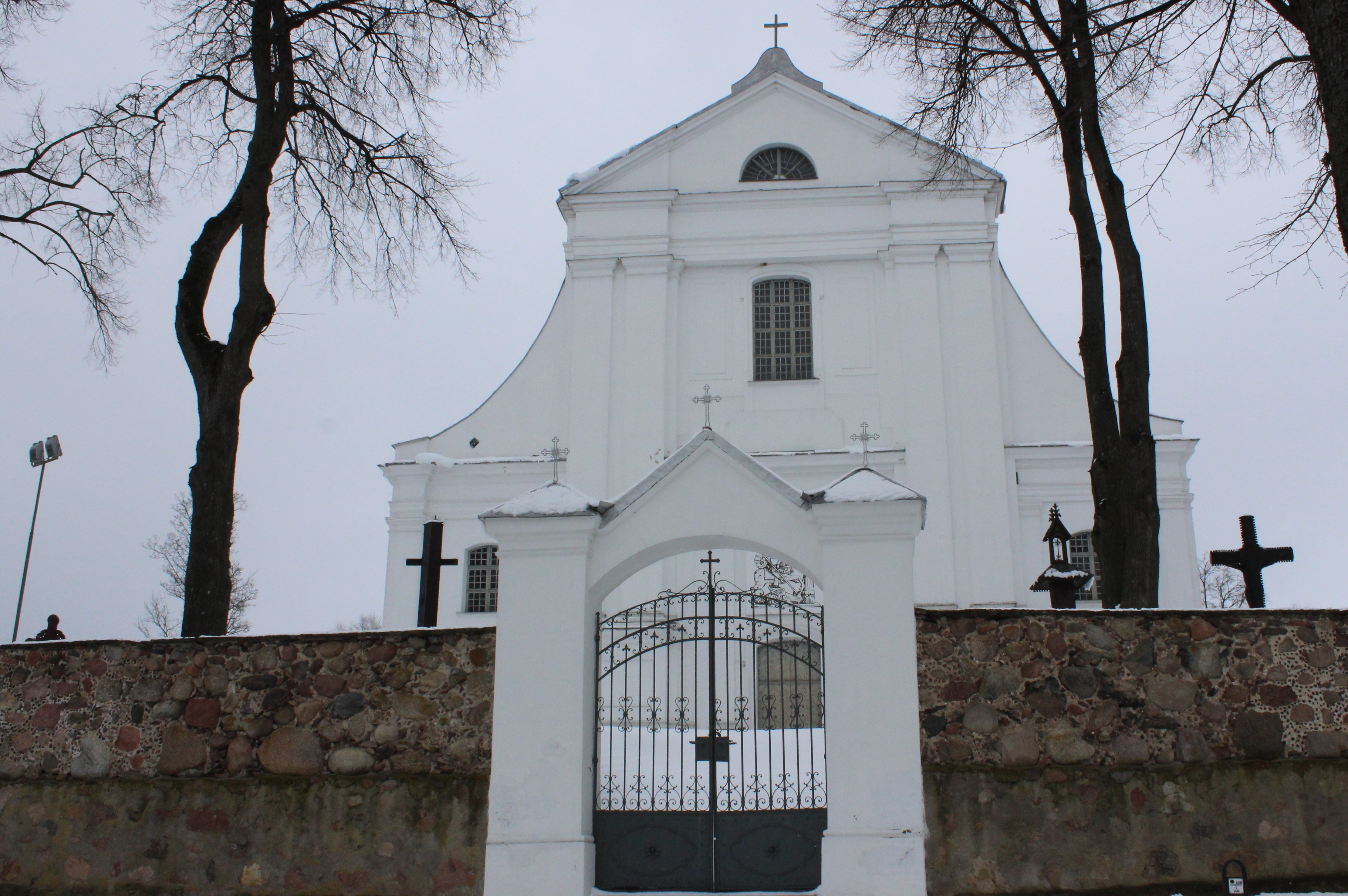
Костёл Святого Георгия, центральный вход
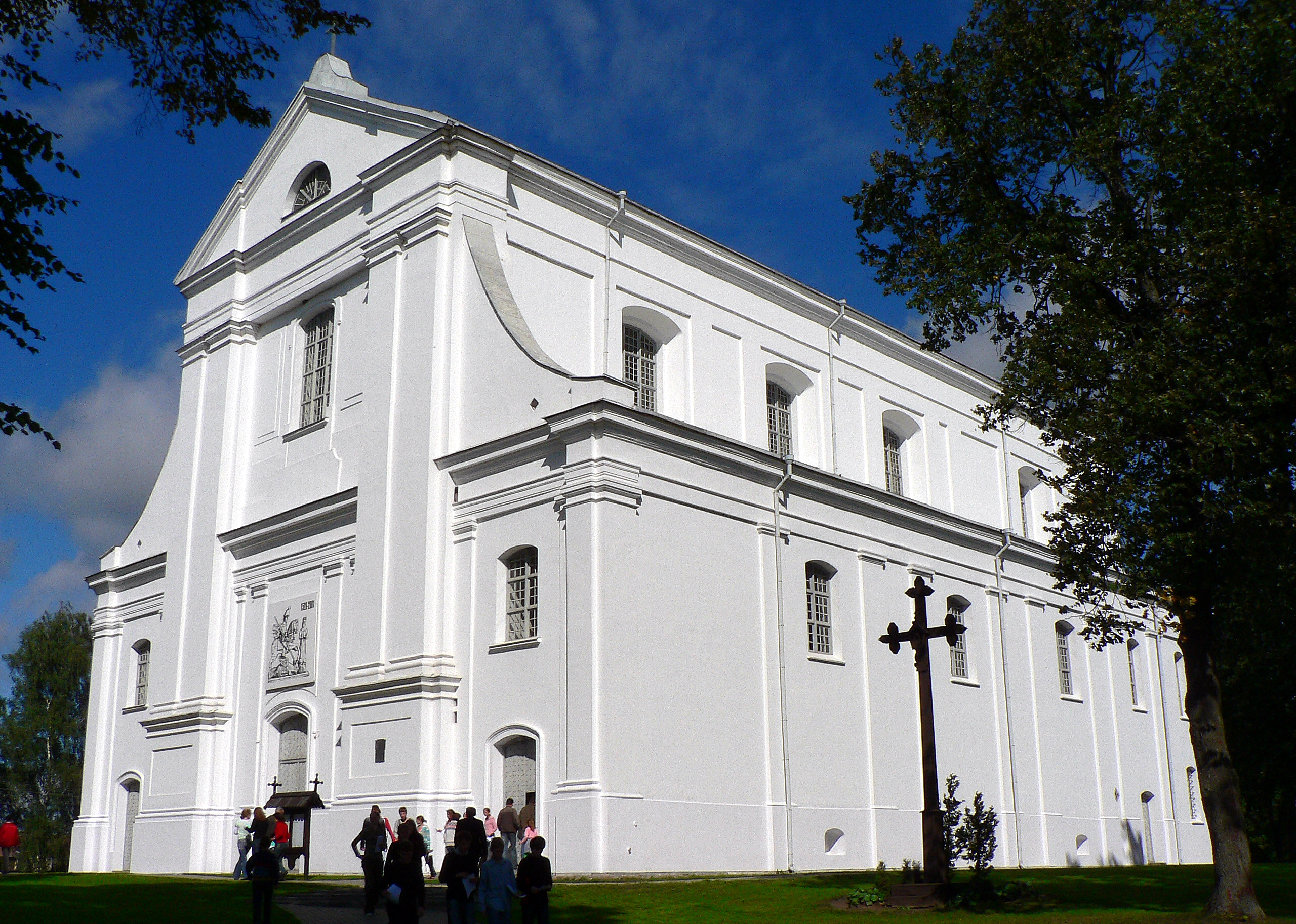
Костёл Святого Георгия
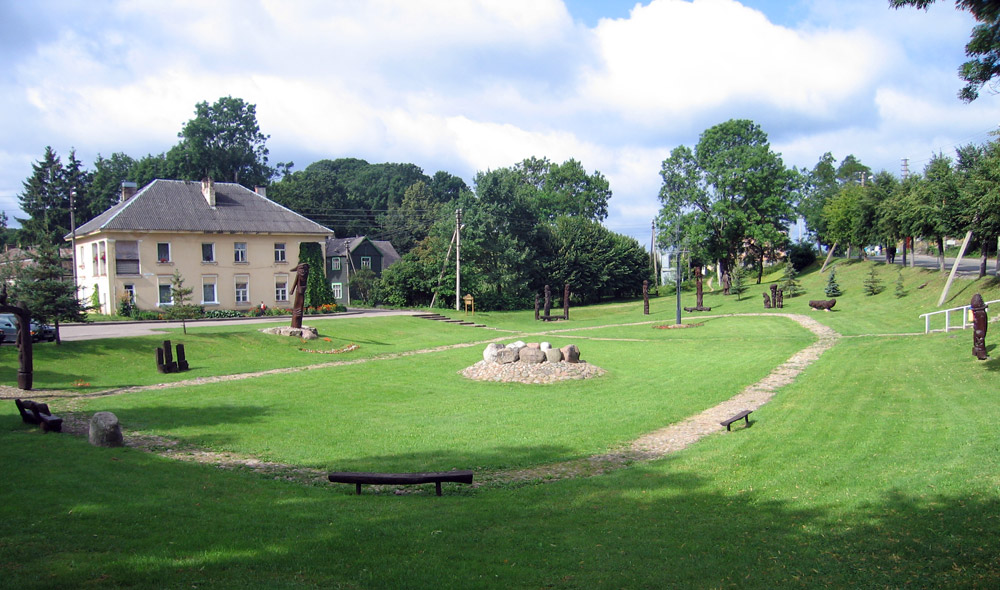
Парк скульптур
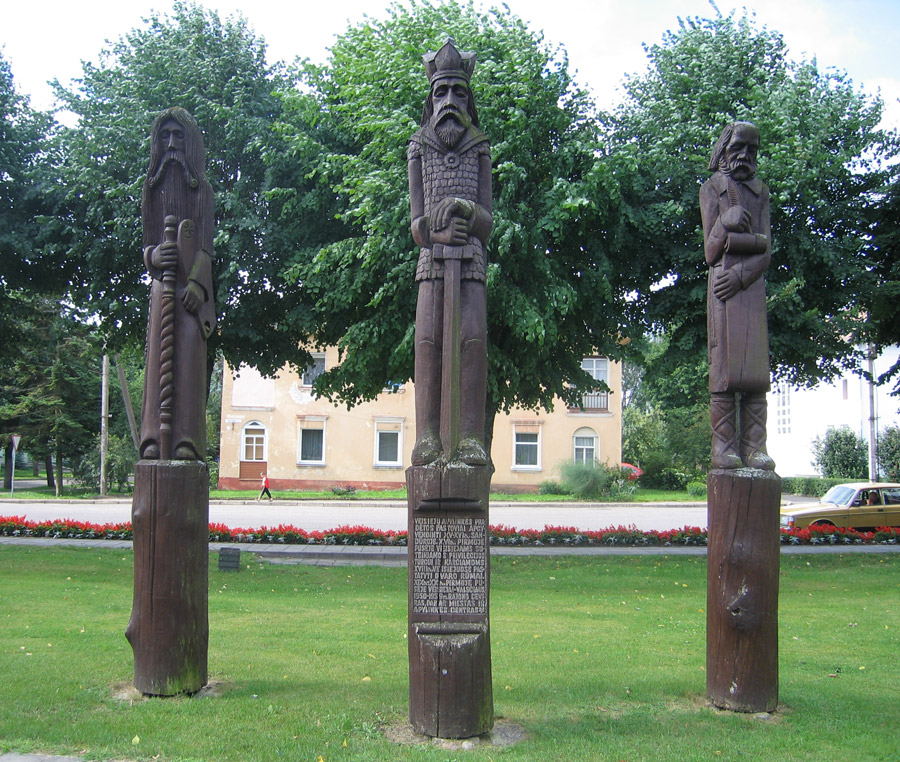
Деревянные идолы
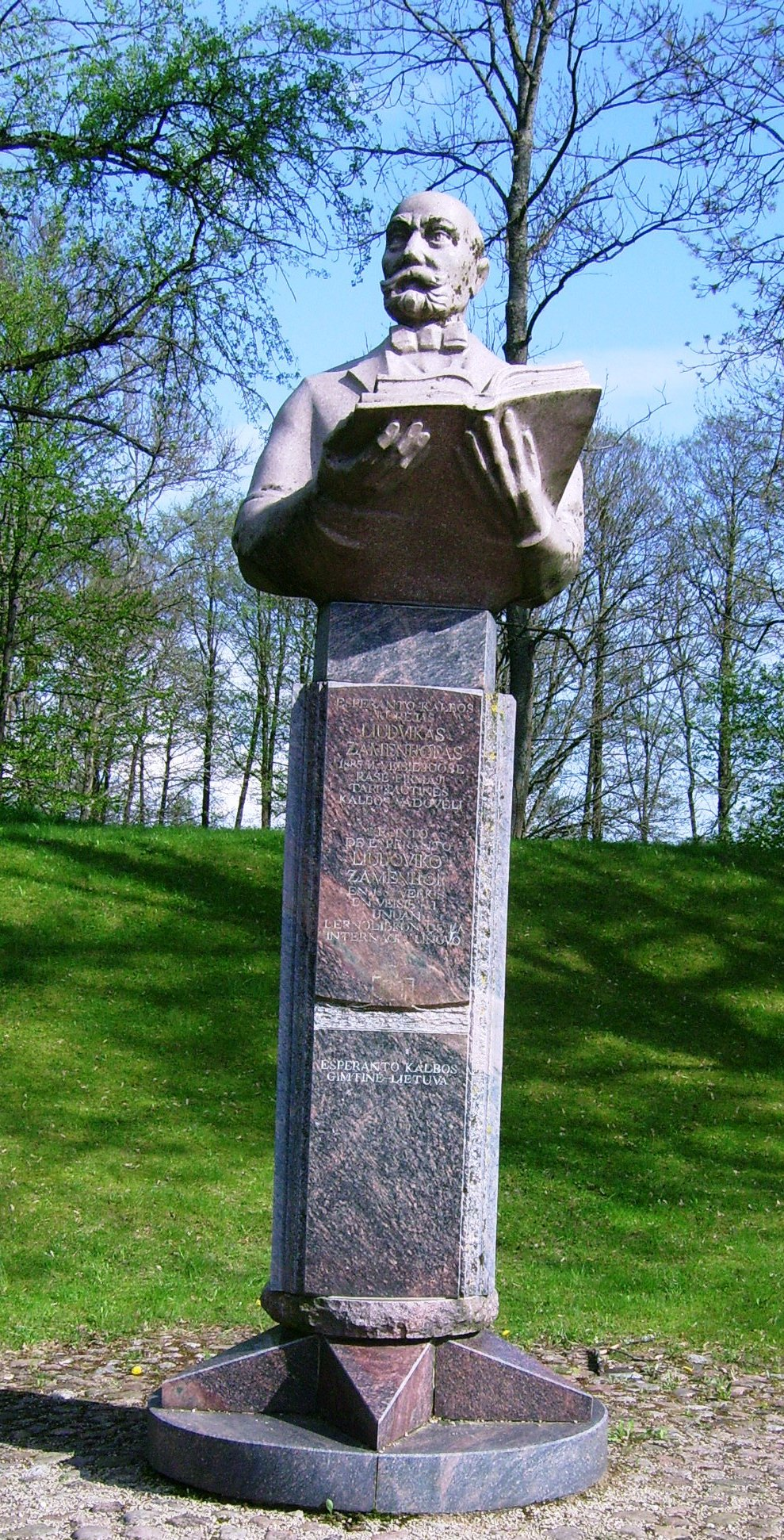
Памятник Заменгофу
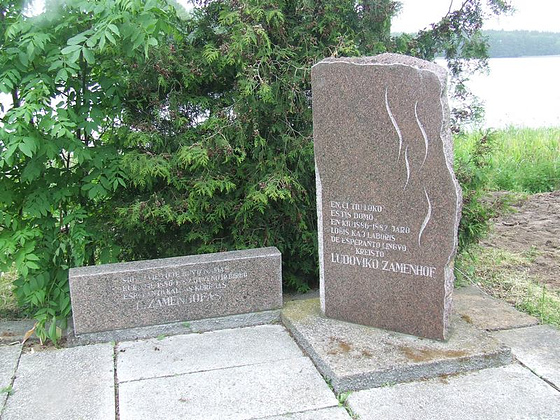
Памятник Заменгофу
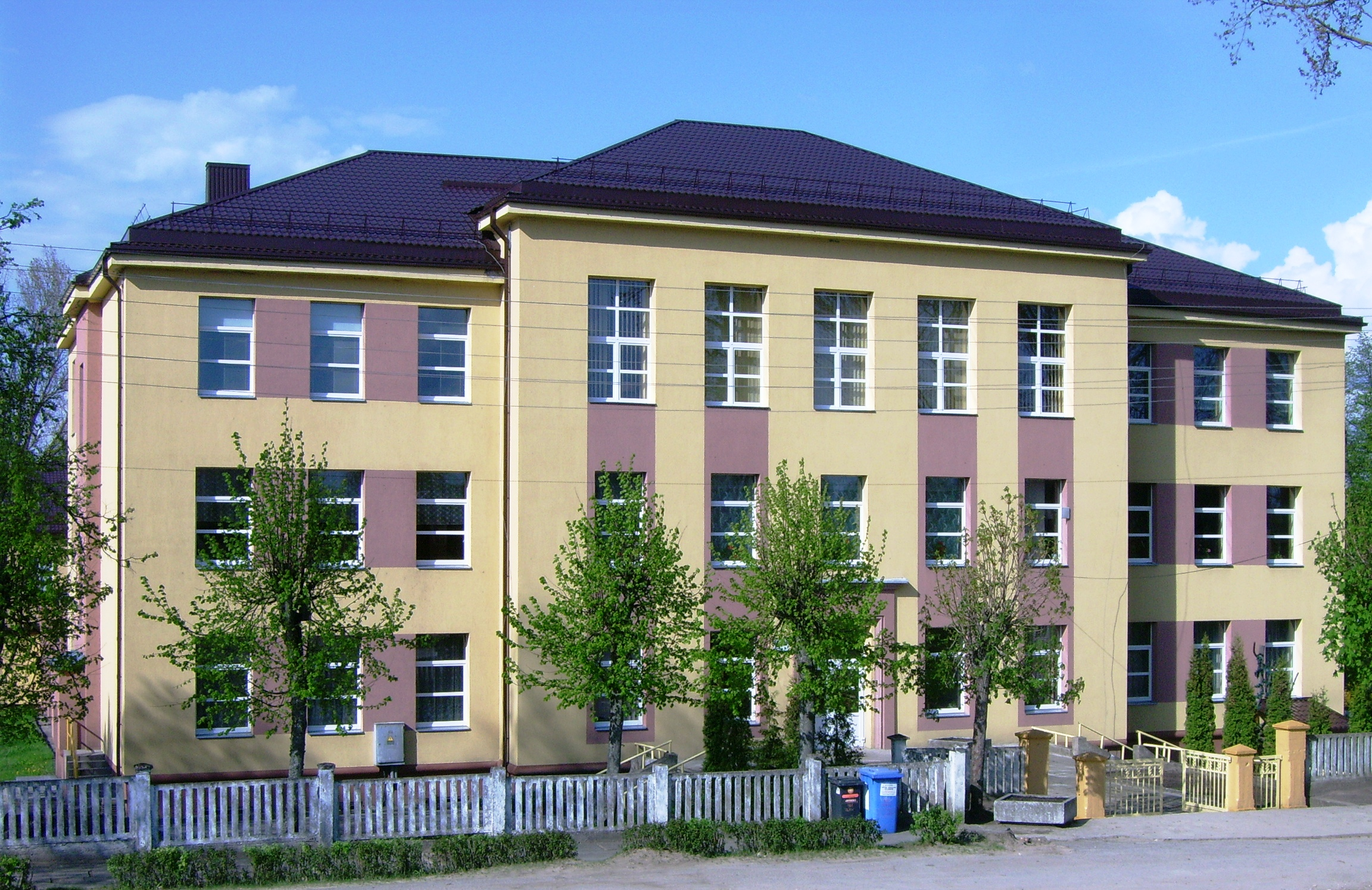
Школа
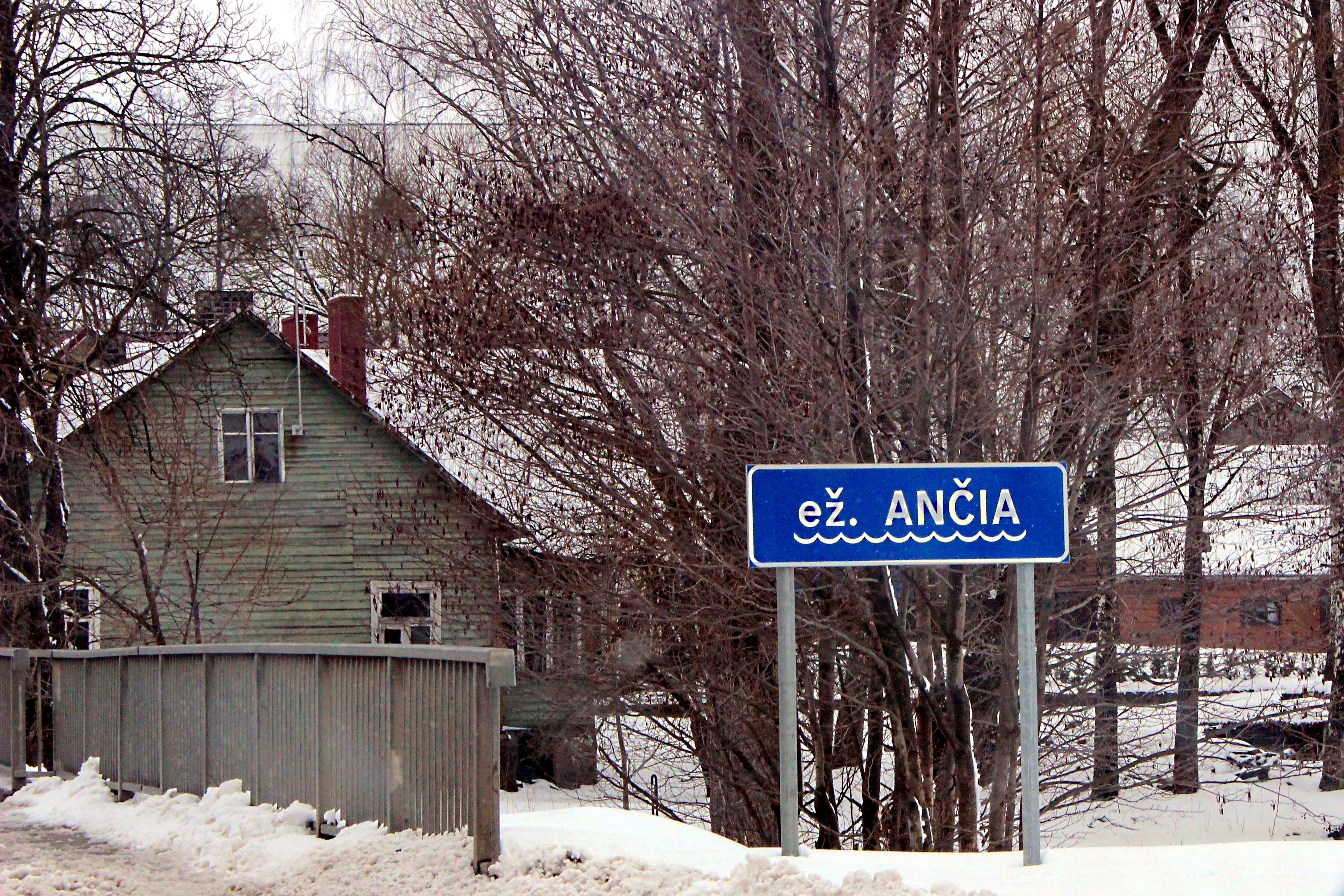
Дорожный знак в Вейсеяе, указатель озера Анча
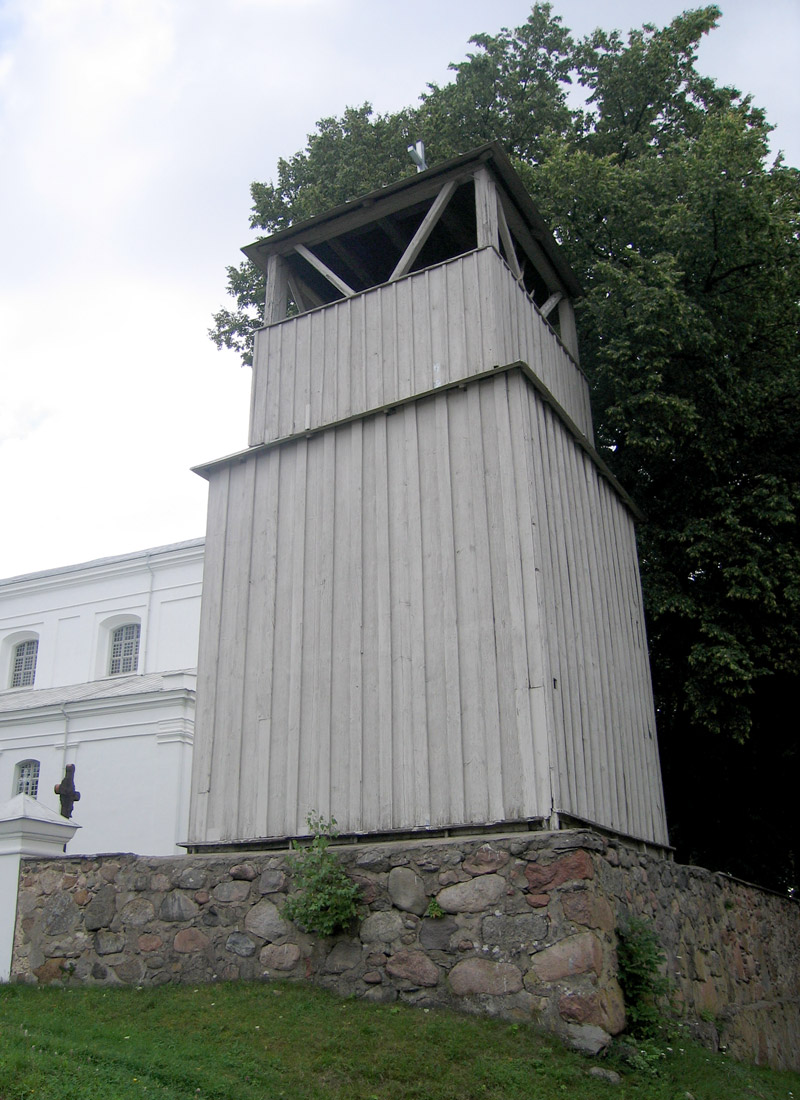
Колокольня
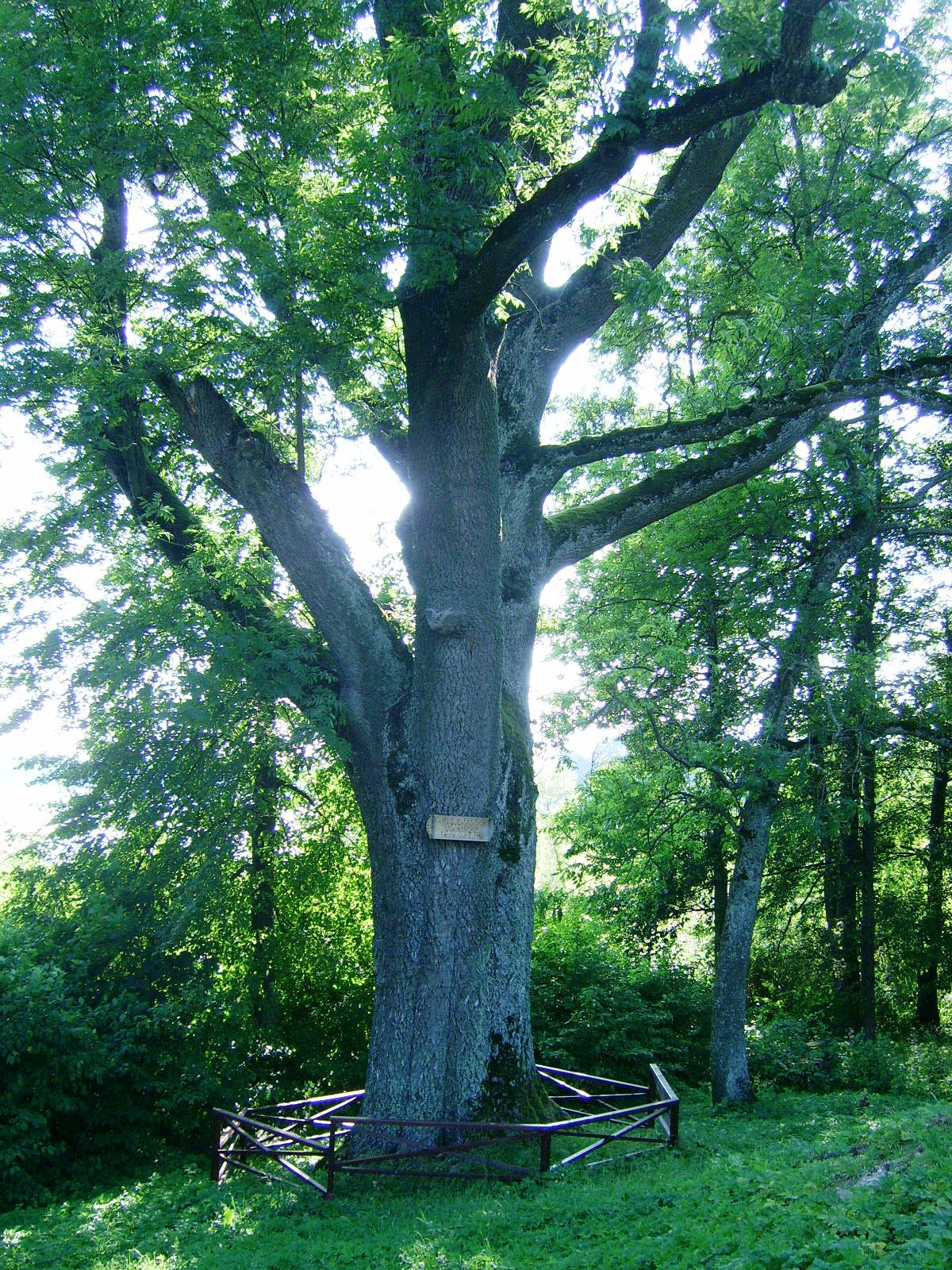
Старый ясень

## Известные жители
- Людвик Заменгоф врач-окулист, создатель международного языка эсперанто.
- Юозас Немонтас — композитор, органист.[источник не указан 2392 дня]
- Беркман Борис Ефимович (1910—1967), советский ученый-химик.

## Интересные факты
- Название города использовано в наименовании международной компании Vishay её основателем Феликсом Зандманом.